# Murányhosszúrét
Murányhosszúrét (szlovákul: Muránska Dlhá Lúka, németül: Lange Wiese) község Szlovákiában, a Besztercebányai kerületben, a Nagyrőcei járásban.

## Fekvése
Nagyrőcétől 4 km-re északkeletre, a Murány bal partján fekszik.

## Története
1357-ben „Hoszu Reth” alakban említik először, de már korábban is létezett. A murányi váruradalomhoz tartozott. 1435-ben „Huzywret” néven említi oklevél. Szlovák neve 1551-ben bukkan fel először „Dlua Luka” alakban. 1605-ben „Dluha Luka alias Hoszu Reth” néven említik. 1427-ben 29 adózó portája volt. Lakói pásztorkodással foglalkoztak, valamint fűrésztelepeken és vaskohókban dolgoztak. A falu a török uralom alatt 40 évig puszta volt.
A község legkorábbi pecsétje 1656-ból való. Az 1709-1710-ben dúló pestisjárványnak 440-en estek áldozatul. 1828-ban 138 házában 1184 lakos élt.
A 19. század közepén Fényes Elek eképpen írja le: „Hosszuréth (Murány-), tót falu, Gömör és Kis-Honth egyesült vmegyékben, Jolsvához 3 órányira: 499 kath., 685 evang lak., kik zsindelyt deszkát készítnek s ezeket az alföldre hordják; gyolcsot szőnek; a vasbányákban dolgoznak. Kath. és evang. anyaszentegyház; hegyes sovány határ. F. u. h. Coburg. Ut. p. Rosnyó.”
A 19. és 20. században lakói a mezőgazdaság és az erdei munkák mellett ipari üzemekben és idénymunkákon dolgoztak.
Borovszky Samu monográfiasorozatának Gömör-Kishont vármegyét tárgyaló része szerint: „Murányhosszúrét, murányvölgyi tót kisközség, 139 házzal és 811 ág. ev. vallású lakossal. Régente Jolsva, illetőleg Murányvár tartozéka volt és várbirtoktársai sorsában osztozott. Most Fülöp Szász Coburg Gothai herczegnek van itt nagyobb birtoka. A Szontágh családnak itt már 1650-ben bányája volt. Lakosai a mult században zsindelylyel és deszkával élénk kereskedést folytattak és árúikat egész az Alföldig szállították. A községben két templom van, ú. m. ág. ev. és róm. kath. Az előbbi 1895-ben épült, az utóbbi épitési ideje ismeretlen. 1897-ben alaposan restaurálták. A község postája távírója és vasúti állomása Murány.”
A trianoni diktátumig Gömör-Kishont vármegye Nagyrőcei járásához tartozott.

## Népessége
| Év:            | 1994. | 2004.   | 2014.    | 2024.   |
| -------------- | ----- | ------- | -------- | ------- |
| Emberek száma: | 722   | 782     | 894      | 938     |
| Eltérés:       |       | +8,31 % | +14,32 % | +4,92 % |

| Év:            | 2023. | 2024.   |
| -------------- | ----- | ------- |
| Emberek száma: | 936   | 938     |
| Eltérés:       |       | +0,21 % |

1910-ben 842, túlnyomórészt szlovák lakosa volt.
2001-ben 736 lakosából 697 szlovák volt.
2011-ben 879 lakosából 853 szlovák.

## Nevezetességei
- Mihály arkangyal tiszteletére szentelt, római katolikus temploma a 13. században épült. A 18. században barokk stílusban építették át.
- Evangélikus temploma 1787-ben létesült, tornyát 1863-ban készítették.
- A sísport kedvelőit jól kiépített, felvonókkal felszerelt síközpont várja.

## Külső hivatkozások
- Községinfó
- A község Szlovákia térképén
- Tourist-channel.sk
- Travelatlas.sk
- E-obce.sk Archiválva 2007. szeptember 22-i dátummal a Wayback Machine-ben